# David Kirkwood
David Archer Kirkwood (Jackson, 20 settembre 1935 – 8 gennaio 2012) è stato un pentatleta statunitense.

## Palmarès
In carriera ha conseguito i seguenti risultati:
- Giochi olimpici:

Tokyo 1964: argento nel pentathlon moderno a squadre.